# Чиуш
Чиуш — река в Мордовии и Пензенской области России, левый приток Парцы (бассейн Оки).
Река берёт начало в Вадинском районе Пензенской области, исток — рядом с селом Выборное недалеко от границы с Мордовией. Далее пересекает границу с Зубово-Полянским районом Мордовии, и на наибольшем своём протяжении протекает по данному району, вплоть до устья. Устье реки находится в 66 км по левому берегу реки Парца, около села Новая Потьма Зубово-Полянского района. Длина реки составляет 38 км, площадь водосборного бассейна — 256 км².
На берегу реки Чиуш на окраине села Зарубкино находится Кельгининский могильник X—XIII и XVI—XVII веков.

## Данные водного реестра
По данным государственного водного реестра России относится к Окскому бассейновому округу, водохозяйственный участок реки — Мокша от водомерного поста города Темников и до устья, без реки Цна, речной подбассейн реки — Мокша. Речной бассейн реки — Ока.
По данным геоинформационной системы водохозяйственного районирования территории РФ, подготовленной Федеральным агентством водных ресурсов:
- Код водного объекта в государственном водном реестре — 09010200412110000028470
- Код по гидрологической изученности (ГИ) — 110002847
- Код бассейна — 09.01.02.004
- Номер тома по ГИ — 10
- Выпуск по ГИ — 0

### Притоки (км от устья)
- 17 км: река Бель (пр)